# قسمت اشیای گمشده

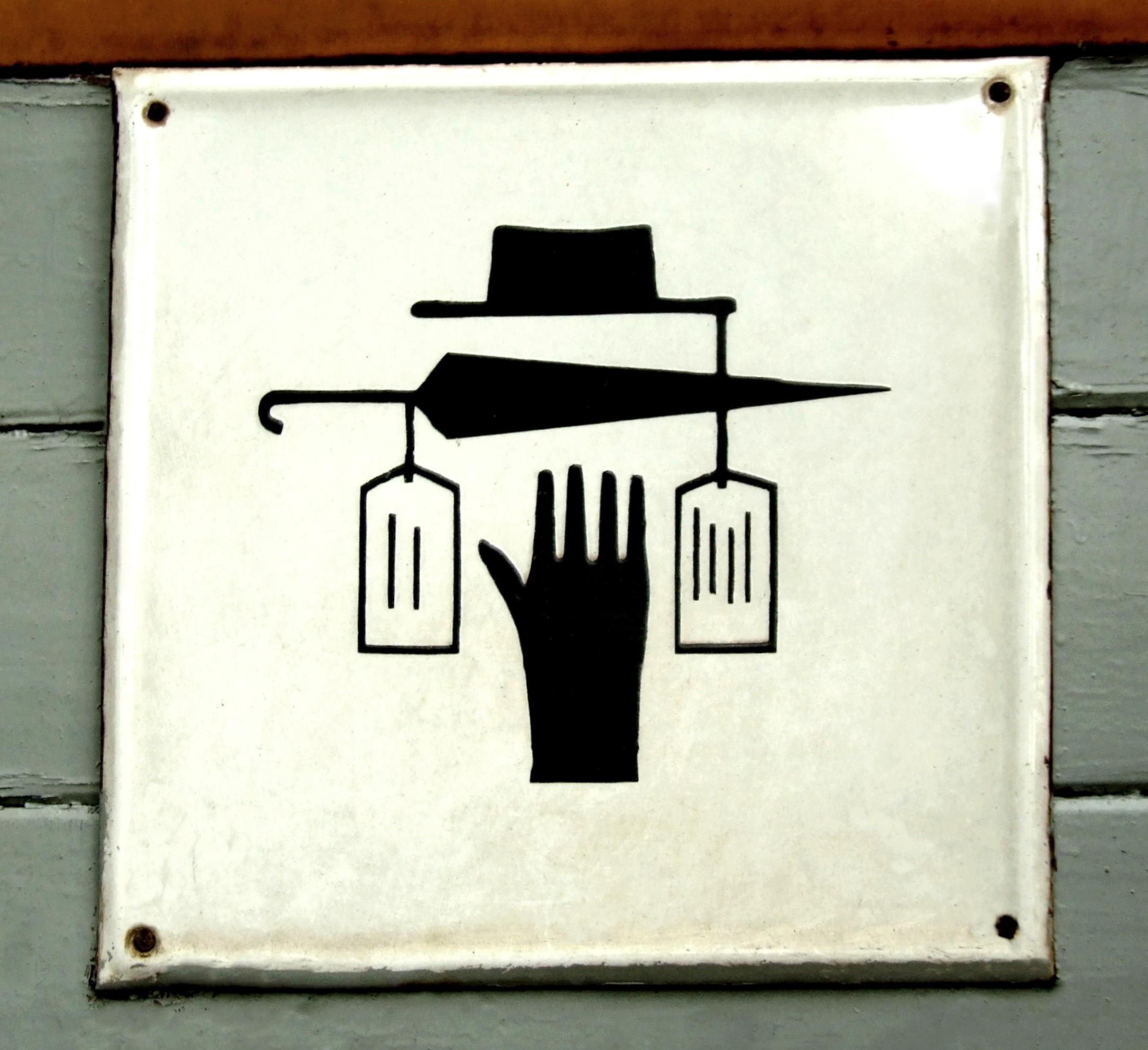
دفتر اشیاء گمشده در ایستگاهی در لهستان.

قسمت اشیای گمشده بخشی در اماکن عمومی به‌ویژه در مهمانخانه یا هتل است که اشیاء به جامانده یا گم‌شدهٔ مراجعان یا مهمانان را جمع‌آوری کرده و تا پیدا شدن صاحبان آنها نگهداری می‌کند.
موزه‌ها و پارک‌ها و مدارس بزرگ نیز معمولاً قسمت اشیای گمشده دارند که بیشتر به صورت باجه یا اتاقی است که در نزدیکی درب ورودی مکان اصلی قرار دارد. در هتل‌ها این قسمت معمولاً در سرسرا (لابی) هتل یافت می‌شود.
مدارک رسمی، تلفن همراه، ساعت و جواهرات، و وجه نقد از اشیای معمول گمشده هستند.
برخی از کارکنان قسمت اشیای گمشده می‌کوشند تا با استفاده از شناسه‌های شخصی در دسترس از صاحب شیء، آن شیء را به دست او برسانند. عملاً بیشتر اشیای گمشده پس از دوره مشخصی که صاحبان آن‌ها پیدا نشوند، فروخته یا دور ریخته می‌شوند یا در مواردی به نهادهای دیگر اهدا می‌شوند.
برای نمونه قسمت اشیای گمشده حرم امام حسین در کربلا، مشخصات اشیاء پیدا شده را تا یک سال منتشر می‌کند و این اشیا را تا یک سال نگه می‌دارد. در این حرم، مدارک رسمی یافت شده مانند شناسنامه و گذرنامه بعد از گذشت یکسال از تاریخ مفقود شدن به کنسولگری ایران در کربلا تحویل داده می‌شوند. واحد نگهداری از اشیاء قیمتی و نگهداری از اشیاء گمشده در کانکس امانت خارج حرم است.
در فرودگاه بین‌المللی امام خمینی تهران، قسمت اشیای گمشده در سالن تحویل بار قرار دارد، یعنی سالنی که مسافران بعد از ثبت مهر ورود به کشور در گذرنامه توسط پله برقی یا آسانسور به آن هدایت می‌شوند.

## پیشینه
آگهی مربوط به جمع‌آوری اشیای گمشده برای نخستین بار در پاپیروس‌های یونان باستان و روم دیده شده‌است. نخستین قسمت ویژه اشیای گمشده به شکل امروزی در سال ۱۸۰۵ در پاریس ترتیب داده شد. ناپلئون به اداره شهربانی پاریس دستور داد تا «تمامی اشیای پیداشده در خیابان‌های پاریس را جمع‌آوری کند»، اما اولین بار در سال ۱۸۹۳ بود که «لوئی لپین»، رئیس پلیس پاریس اقداماتی را سازماندهی کرد تا صاحبان اشیای گمشده ردیابی و پیدا شوند.
دفاتر نمایندگی اشیای گمشده شبکه ترابری شهری لندن (که مسئول رسیدگی به اقلام گمشده در متروی شهر، اتوبوس و تاکسی است) سالانه به بیش از ۱۳۰ هزار مورد از این اشیا را رسیدگی می‌کند که در ۲۴ هزار مورد از آن مربوط به کیف و ۱۰ هزار مورد از آن گوشی‌های تلفن همراه است. از جمله موارد عجیبی که در لندن در میان اشیای گمشده بوده‌است می‌توان به یک دست لباس عروسی، خاکستردان حاوی خاکستر مرده، یک ساعت دیواری چوبی بلند، سینک آشپزخانه، و چند صندلی چرخدار اشاره کرد.